# フェルディナン・ギユマルデの肖像
『フェルディナン・ギユマルデの肖像』（フェルディナン・ギユマルデのしょうぞう、西: Retrato de Ferdinand Guillemardet, 仏: Portrait de Ferdinand Guillemardet, 英: Portrait of Ferdinand Guillemardet）は、スペインのロマン主義の巨匠フランシスコ・デ・ゴヤが1798年に制作した肖像画である。油彩。1798年から1800年までフランス共和国の駐スペイン大使としてマドリードに滞在したフェルディナン・ギユマルデを描いている。現在はパリのルーヴル美術館に所蔵されている。『フェルディナン・ギユマルデの肖像』はルーヴル美術館に収蔵された最初のゴヤ作品である。

## 人物
フェルディナン・ギユマルデは1765年にブルゴーニュ地方ソーヌ＝エ＝ロワール県のクシュに生まれた。モンペリエ大学で医学博士号を取得したのち、1791年にオータン市長となり、翌1792年にソーヌ＝エ＝ロワール県における国民公会の議員に選出された。ルイ16世の死刑判決に積極的に参加し、死刑に賛成票を投じた。その後、元オータン司教で外務大臣であったタレーランによってフランス共和国の駐スペイン大使に任命され、1798年から1800年までスペインに滞在した。彼は《ロス・カプリーチョス》（Los Caprichos）を入手した最初のフランス人の1人で、ロマン主義の画家ウジェーヌ・ドラクロワの父シャルル＝フランソワと親しく、その息子ルイ・ギユマルデ（Louis Guillemardet）はドラクロワの友人であった。1804年6月14日にレジオン・ドヌール勲章のシュヴァリエに叙された。1808に死去。

## 作品

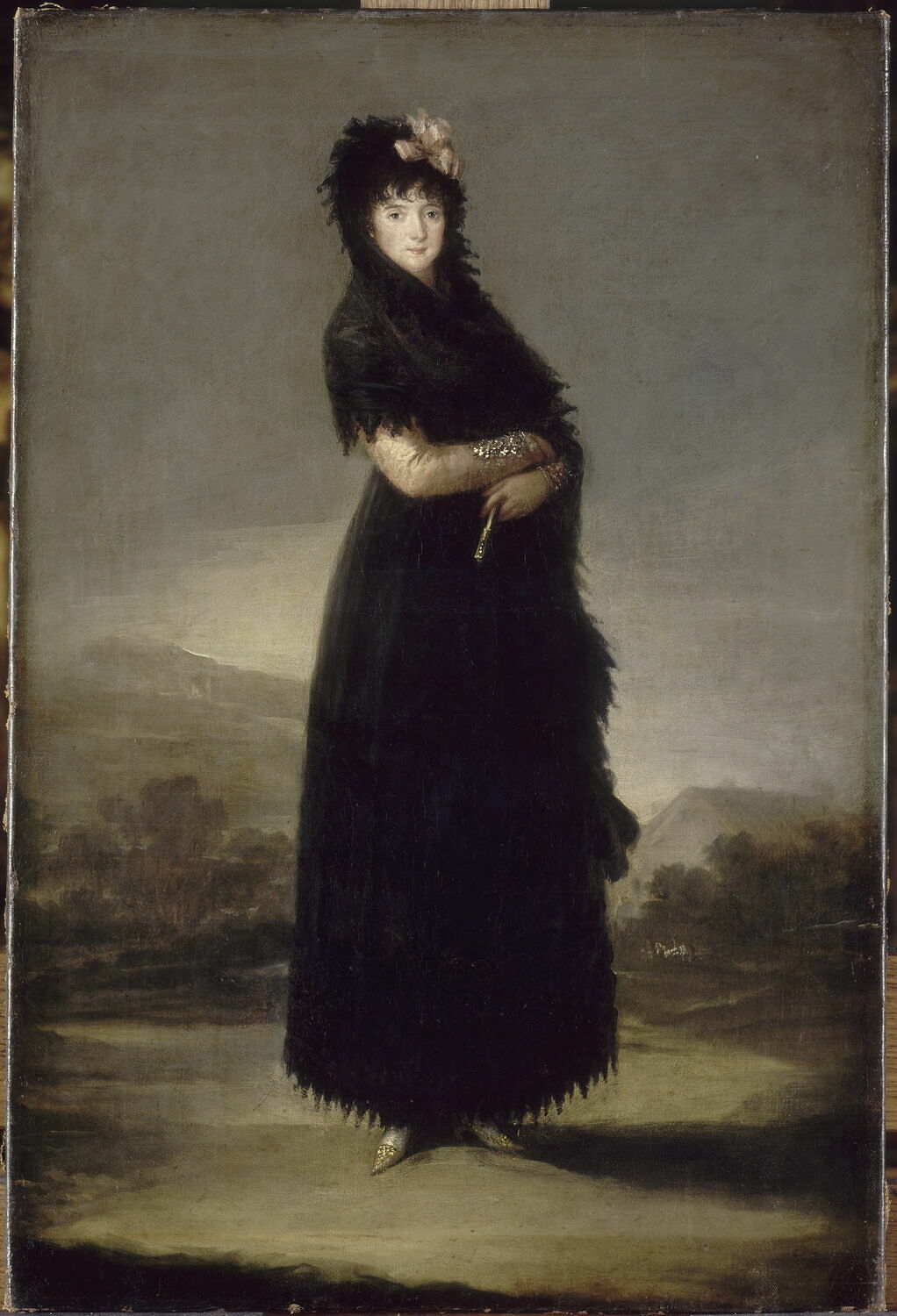
ゴヤの『サンタ・クルス侯爵夫人マリアナ・ワルドスタインの肖像』。1799年。ルーヴル美術館所蔵。

ゴヤは椅子に座ったフェルディナン・ギユマルデの全身像を描いている。ギユマルデは左足を右足の上に組みながら、正面を向いた椅子に鑑賞者に対してほぼ真横の角度で座っている。そして右腕を椅子の背もたれの上にさり気なく置き、鷲鼻が特徴の顔を鑑賞者のほうに向け、知的で生気に満ちた視線で見つめている。このリラックスした姿勢は一見すると無頓着ではあるが、その態度は彼の自信の表れである。ギユマルデは濃紺色の軍服を着て、腰にサッシュを巻き、装飾されたサーベルを帯剣している。画面奥のテーブルは金茶色のテーブルクロスで覆われ、バラ飾りのある三角帽子のほか、インクやペンなどの筆記用具が置かれている。腰に巻いたサッシュや、三角帽のバラ飾り、羽根飾りはフランスの国旗であるトリコロールの3色が使用されている。
背景は控えめだが、ゴヤは緑がかった灰色を使用し、落ち着いた暗い色調のグラデーションでモデルのすぐ後方と画面の底辺を最も明るく描くことにより構図に奥行きの感覚を与えている。サッシュの金の房飾りや軍服などに反射する光に対する配慮は、ゴヤの質感と細部への注意や描写する能力を示す。モデルの顔を光で明るく照らし出して暗い軍服とのコントラストをより印象的に見せ、鑑賞者の視線を穏やかで自信に満ちた表情に向けさせている。また帯剣した姿を描くことで軍人としての地位を暗示している。
ゴヤ自身によるとこの肖像画はお気に入りの作品で、この肖像画より優れたものはこれまでに描いたことはないと語ったという。肖像画は一見写実的で単純であるが、個性、感情、気高さに焦点を当てることで、ロマン主義的精神を凝縮し、ゴヤの巧みな描写によって画面に雄弁に織り込まれている。
制作経緯については知られていないが、ギユマルデは政治家のマリアーノ・ルイス・デ・ウルキーホやガスパール・メルチョール・デ・ホベリャーノスと関係があったため、彼らから助言を受けてゴヤに肖像画を依頼した可能性がある。

## 来歴
完成した肖像画は1799年7月に王立サン・フェルナンド美術アカデミーで展示された。ギユマルデは1809年に死去したが、その後も肖像画は一族のもとに残され、ギユマルデの息子の1人で財務省書記局長であったルイ・ギルマデが所有していた。肖像画はルイが死去した1865年に同じくゴヤの小さな『サンタ・クルス侯爵夫人マリアナ・ワルドスタインの肖像』（Portrait de Mariana Waldstein, 9e marquise de Santa Cruz）とともにルーヴル美術館に遺贈される予定であった。しかし遺言の正式化が間に合わず、同年にルイの甥のフィリベール・フエ・ド・コンフラン（Philibert Fouët de Conflans）によってルーヴル美術館にもたらされた。